# ویوین رومنس
ویویانه رومنس (فرانسوی: Viviane Romance‎؛ ۴ ژوئیهٔ ۱۹۱۲ – ۲۵ سپتامبر ۱۹۹۱) یک هنرپیشه اهل فرانسه بود. وی بین سال‌های ۱۹۳۱ تا ۱۹۷۴ میلادی فعالیت می‌کرد. از فیلم‌های او می‌توان به زن هرزه اشاره کرد.